# Zumwalt-Klasse
Die Zumwalt-Klasse (Aussprache IPA: /ˈzʊmwɔːlt/) ist eine Zerstörer-Klasse der United States Navy (USN). Ursprünglich sollte die Klasse bis zu 32 Schiffe umfassen und die Arleigh-Burke-Klasse als Rückgrat der Zerstörerflotte der USN ablösen. Aus Kostengründen (4,4 Mrd. US-Dollar pro Einheit) wurde diese Zahl jedoch immer weiter reduziert, bis nur noch der Bau von lediglich drei Einheiten der Zumwalt-Klasse genehmigt wurde. Stattdessen wurde die Produktion weiterer Schiffe der Arleigh-Burke-Klasse in Auftrag gegeben.
Als erste wurde die USS Zumwalt 2016 in Dienst gestellt. Mittlerweile sind alle drei Schiffe fertiggestellt, das letzte befindet sich Stand 2020 in der Erprobung.
Mit einer Vermessung von 15.656 ts sind die Schiffe der Zumwalt-Klasse deutlich schwerer als die derzeitigen Zerstörer der USN (und schwerer als die Schweren Kreuzer des Zweiten Weltkriegs). Sie haben außerdem ein radikal modernisiertes Design, das sie zu Tarnkappenschiffen macht.

## Geschichte

### Projektentwicklung
Bereits 1991, parallel zur Indienststellung der ersten Einheit der Arleigh-Burke-Klasse, startete die USN ein Programm, aus dem die nächste Generation von Kriegsschiffen hervorgehen sollte, die letztlich auch die Burkes ersetzen sollte. Dieses lief unter dem Titel SC-21 (Surface Combatant, 21st Century).
Aus diesem Programm ging Ende der 1990er Jahre auch das Zerstörer-Projekt DD-21 hervor. Zwei konkurrierende Teams traten in einem Wettbewerb um die Entwicklung der Klasse an. Team Blue bestand aus Bath Iron Works, zusammen mit Lockheed Martin, als Partner für die Schiffssysteme und Team Gold aus Ingalls Shipbuilding mit Raytheon. Geplant war, für die ersten Einheiten bis zu 1,5 Mrd. US-Dollar auszugeben, ab der zehnten Einheit noch 750 Mio. Dollar, bei einer Baurate von drei Schiffen pro Jahr und der ersten Indienststellung 2008. Vorgesehen waren 32 Einheiten der Klasse. Bereits hier war geplant, das Typschiff der Klasse USS Zumwalt zu nennen, nach Admiral Elmo R. Zumwalt, der im Zweiten Weltkrieg als Offizier diente und bis zum Vietnamkrieg zum Chief of Naval Operations aufgestiegen war.
Im Mai 2001 wurde das Programm zwischenzeitlich gestoppt, da die US-Regierung im Quadrennial Defense Review die Rüstungsausgaben und die USN selbst ihre Beschaffungsstrategie überprüfen wollten. Diese brachte letztlich das Ende für das Projekt, davon abgeleitet wurde aber das neue Programm DD(X), das nun eine günstigere, kleinere Version des DD-21 zum Ziel hatte.
Die neue Ausschreibung wurde am 30. November 2001 gestartet, die alten Teams um Bath und Ingalls waren wieder die Konkurrenten. Am 29. April 2002 ging Ingalls, das inzwischen zu Northrop Grumman gehörte, als Sieger aus der Ausschreibung hervor. Der Entwicklungskontrakt hatte einen Wert von 2,9 Mrd. Dollar, enthielt aber noch keinen Vertrag über den Bau der ersten Einheit. General Dynamics, als Mutter der Bath Iron Works, legte dagegen Protest vor dem Government Accountability Office ein, dieser wurde jedoch im August negativ beschieden, sodass die Entwicklung bei Ingalls begann.
Northrop Grumman begann danach die Entwicklung, neben Raytheon wurden aber auch Bath Iron Works mit Lockheed Martin und BEA Systems als Partner ins Boot geholt. Ursprünglich plante die USN weiterhin, 32 Einheiten der Klasse zu bauen. Aus Kostengründen wurde dies bald auf 24, dann auf nur mehr sieben Einheiten reduziert.
2006 gab die USN bekannt, auch das neue Typschiff nach Zumwalt benennen zu wollen. 2008 wurde der Name der zweiten Einheit bekanntgegeben. Sie wird Michael Monsoor heißen, nach dem Navy SEAL Michael Monsoor, der 2006 im Irak umkam und posthum die Medal of Honor erhielt. Die Schiffe erhalten die Rumpfnummern DDG-1000 und -1001. Damit weicht die USN erneut von ihrem Klassifizierungsschema ab. Als Lenkwaffenzerstörer erhalten die Schiffe korrekt die Kennung DDG für Destroyer Guided Missile. Damit hätte die laufende Nummer nach Michael Murphy, der letzten zu diesem Zeitpunkt geplanten Einheit der Burke-Klasse, ansetzen müssen. Stattdessen fiel die USN auf die laufende Nummer der alten Zerstörer-Klassifikation DD zurück. Diese Nummerierung lief bis Hayler aus dem Jahr 1983, der die Kennung DD-997 trug. Aus symbolischen Gründen fielen zusätzlich die zwei folgenden Nummern weg.

### Bau

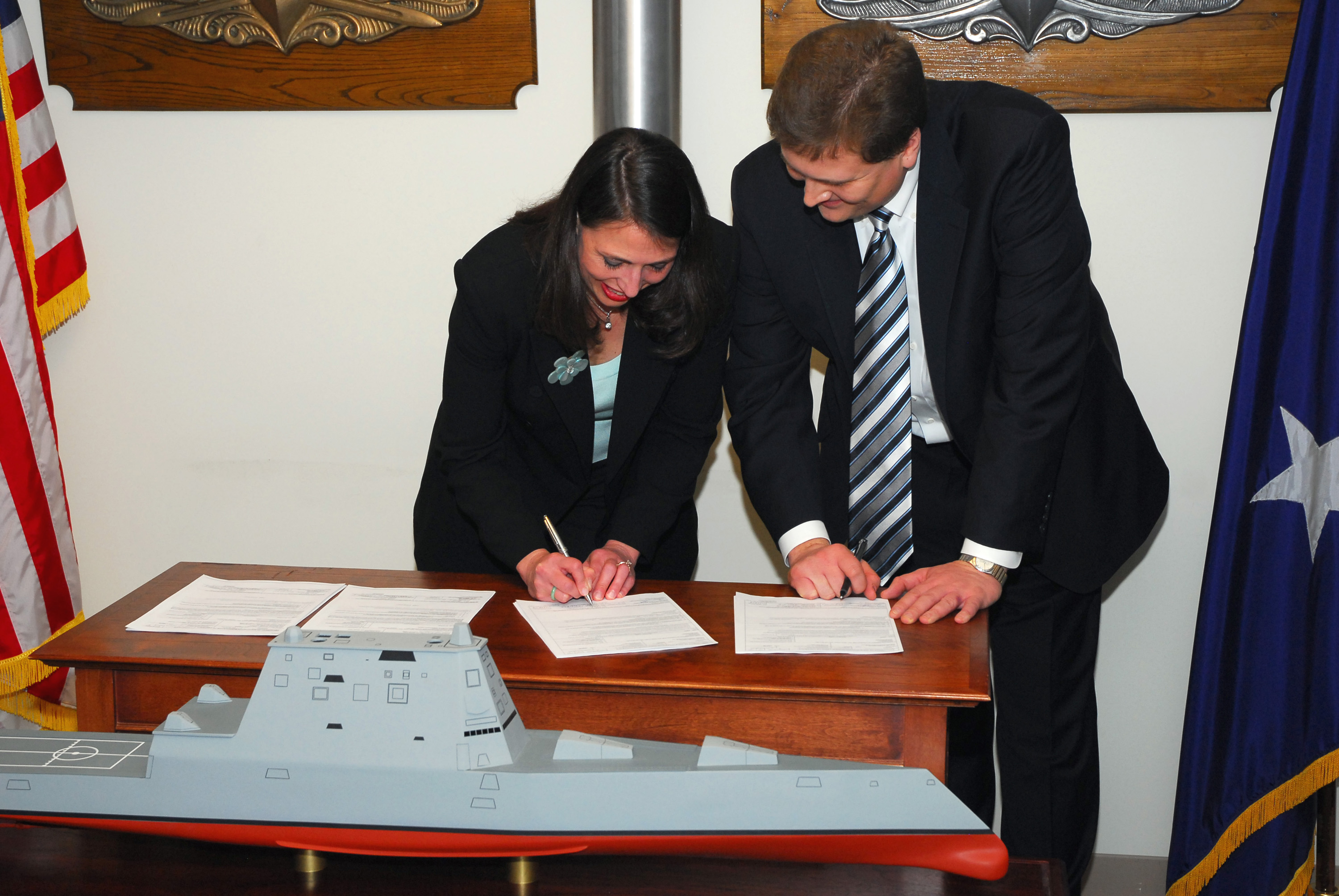
Unterzeichnung der ersten Verträge 2008

Die ersten beiden Bauaufträge vergab die USN im Februar 2008 an Bath Iron Works für das erste und Ingalls Shipbuilding für das zweite Schiff. Bath wollte seinen Zerstörer, die USS Zumwalt, 2013 an die USN ausliefern, Ingalls 2014. Zu diesem Zeitpunkt waren Kosten von je 3,3 Mrd. US-Dollar vorgesehen. Tatsächlich könnten die Kosten für diese beiden Schiffe auf über 5 Mrd. Dollar pro Einheit steigen. Die folgenden Schiffe sollten rund 2,5 Mrd. US-Dollar kosten, Experten des Congressional Budget Office, Congressional Research Service und Government Accountability Office schätzen die tatsächlichen Kosten jedoch auf bis zu 4 Mrd. Dollar pro Einheit. Allein für die Entwicklung hat die USN bis 2008 rund 13 Mrd. Dollar für das gesamte Projekt aufgewendet.
Ende Juli 2008 wurde bekannt, dass die USN den Bau der Zumwalt-Klasse nach den ersten beiden Einheiten beenden wollte. Neben den hohen Kosten gab es auch technische Gründe. Entgegen vorherigen Versicherungen sei die Klasse nicht in der Lage, Luftverteidigung gegen Flugzeuge oder ballistische Raketen zu leisten, so Vizeadmiral Barry McCullough am 31. Juli vor dem Kongress der Vereinigten Staaten. Stattdessen wolle die USN weitere konventionelle Zerstörer der Arleigh-Burke-Klasse anschaffen, die besser für diese Art der Kriegsführung geeignet seien. Nur drei Wochen später, am 19. August, gab die US-Senatorin Susan Collins aus Maine bekannt, dass die USN nun doch ein drittes Schiff der Klasse bauen wolle. Unter anderem dürften wirtschaftliche Gründe eine Rolle gespielt haben. Bath Iron Works mit Sitz in Maine ist stark von Zerstörerbauten abhängig, während Northrop Grumman mit seinen Zerstörer-Standorten Ingalls und Avondale noch mehrere andere Klassen im Bau hat, darunter die San-Antonio- und America-Klasse. So drohten mehrere Politiker der betroffenen Regionen damit, ansonsten Geld für zukünftige Bauvorhaben zu blockieren. Im September 2008 gaben Repräsentantenhaus und Senat in einer Erklärung bekannt, dass sie im Budget für 2009 2,5 Mrd. Dollar für DDG-1002 bereitstellen wollen, die jedoch nach Entscheidung des Marine-Staatssekretäres auch für den Bau von weiteren Burkes verwendet werden können.
Im April 2009 verkündete Gene Taylor, Vorsitzender des Seapower-Unterkomitees des United States House Committee on Armed Services, dass im Rahmen von Kostenreduktionen eine Einigung mit den betroffenen Werften getroffen worden sei, nach der Bath die Entwicklung und den Bau aller drei geplanten Schiffe übernehmen solle, während Ingalls dafür die Führungsrolle beim Wiederanstoß der Burke-Produktion bekomme.
Die Kiellegung des ersten Schiffes, der DDG-1000 Zumwalt, erfolgte am 17. November 2011; der Stapellauf am 28. Oktober 2013.

## Technik

### Rumpf

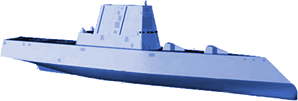
Grafik der Rumpfform

Der Rumpf ist 186 m lang und 25 m breit, der Tiefgang beträgt rund 8,4 m. Damit sind die Zerstörer fast 30 m länger und 5 m breiter als ihre Vorgänger der Arleigh-Burke-Klasse. Dabei sind sie jedoch über 50 % schwerer, statt rund 9.000 ts verdrängen sie gut 15.600 ts. Damit verdrängen die Zumwalts mehr als viele der ungefähr gleich langen Atomkreuzer. Aus dieser Gattung kommt lediglich die Long Beach an die neuen Schiffe heran, war dabei aber auch 40 m länger.

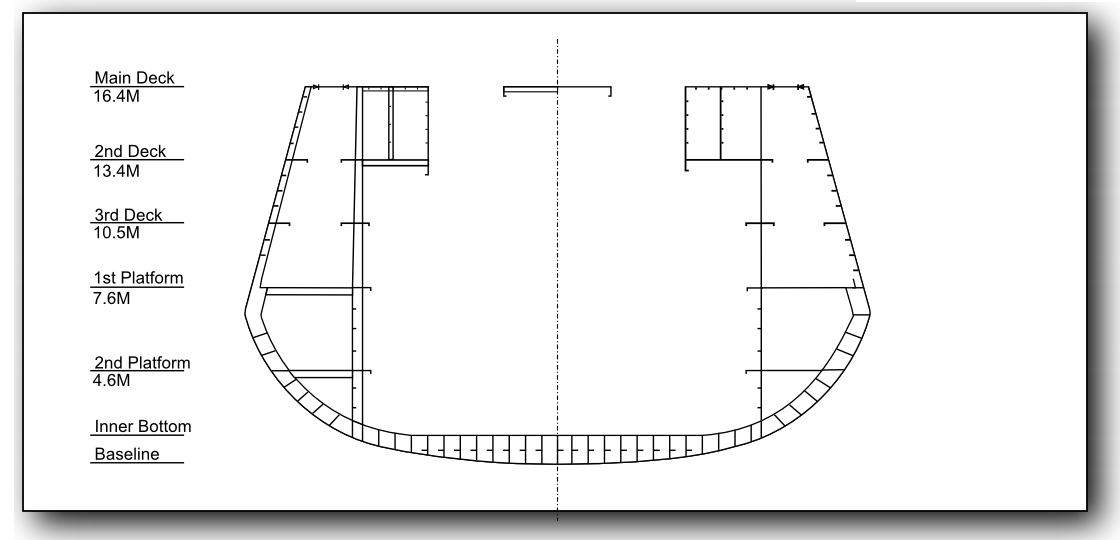
Schnitt durch den Rumpf

Die Zumwalt-Klasse setzt auf eine andere Rumpfform als ihre Vorgänger. Die besonders schmale Bugform reduziert den Auftrieb in diesem Bereich und verhindert so, dass der Bug auf Wellen aufschwimmt, sondern lässt ihn die Welle durchschneiden, wodurch das Schiff und damit die Waffenplattform ruhiger im Wasser liegt. Gleichzeitig verhindert der zur Arleigh-Burke-Klasse niedrigere Tiefgang in Kombination mit dem Bugsonar und der flachen sowie zum Heck hin abflachenden Rumpfform ein Auflaufen oder ggf. Kippen in flachen, z. B. küstennahen oder dem Tidenhub unterworfenen, Gewässern oder auch Flüssen. Es wird ein Rumpf mit nach innen geneigten Seitenwänden (englisch: tumblehome hull oder o-shape) eingesetzt, der im Gegensatz zur klassischen Rumpfform (englisch: flare hull oder v-shape) seine größte seitliche Ausdehnung nicht an Deck, sondern auf Höhe der Wasserlinie hat und von dort aus wieder schmaler wird. Es gibt ein einzelnes, komplett verkleidetes Deckshaus, dessen Wände sich ebenfalls nach innen neigen. Da weiters auf Masten verzichtet wurde, erinnert die Rumpfform des Zerstörers eher an ein an der Wasseroberfläche fahrendes U-Boot.
Der völlige Verzicht auf rechtwinklig zur Wasseroberfläche angeordneten Flächen reduziert den effektiven Radarquerschnitt. Außerdem wurde auf niedrige akustische, magnetische und infrarote Signaturen Wert gelegt (Tarnkappentechnik). Obwohl die „Zumwalt“ größer als gewöhnliche Zerstörer ist, wirkt sie nach Aussage der USN auf feindlichen Radarschirmen nicht größer als ein Fischerboot. Dies erweitert – insbesondere in Kombination mit den Einsatzmöglichkeiten in Flachgewässern und der Bewaffnung (u. a. Long Range Land Attack Projectiles (LRLAP, „weitreichendes Projektil gegen Landziele“) oder auch Railgun) – die Einsatzmöglichkeiten, auch im offensiven Bereich, erheblich.
Hinter dem Deckshaus befindet sich eine Landefläche für Helikopter, in die Aufbauten ist ein Hangar integriert.

### Antrieb
Insgesamt soll jedes Schiff der Zumwalt-Klasse vier Gasturbinen besitzen. Davon werden zwei Hauptturbinen des Typs Rolls-Royce MT 30 mit einer Leistung von je 35 Megawatt und zwei Hilfsturbinen, ebenfalls von Rolls-Royce, mit einer Leistung von je vier Megawatt sein. Zum Antrieb der zwei Propeller werden zwei Drehstrom-Asynchronmaschinen eingesetzt. Damit werden die Schiffe der Klasse über einen vollständig elektrischen Antrieb verfügen; alles, was auf dem Schiff angetrieben werden muss, bekommt seine Leistung über ein bordeigenes Stromnetz.

### Bewaffnung

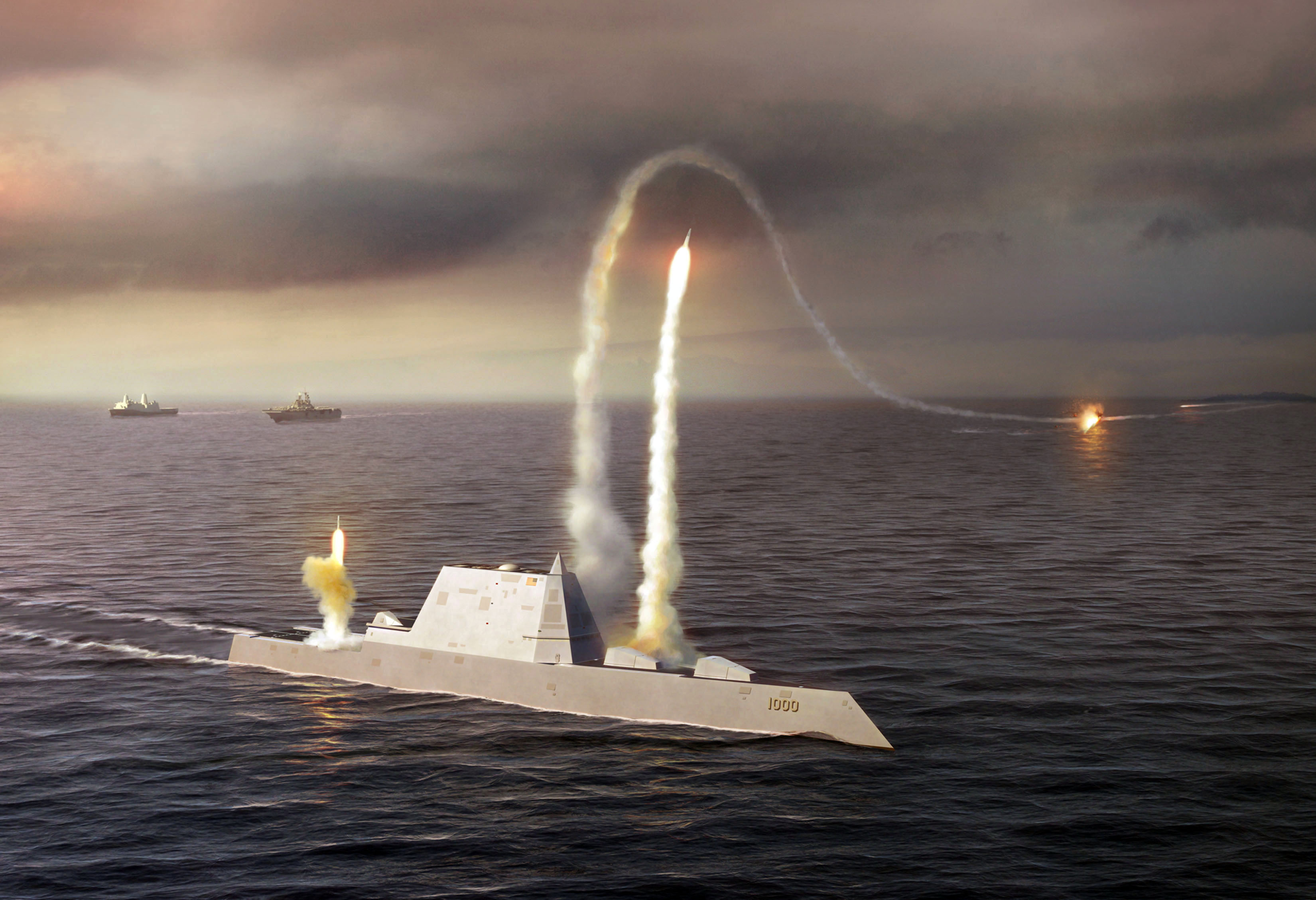
Grafik der Zumwalt im Einsatz

#### Raketen und Marschflugkörper
Die Zerstörer sollen ein 80-zelliges Vertical Launching System erhalten. Anders als bei dem in den Vorgängern eingesetzten Mark 41 soll bei dem Mark 57 Peripheral Vertical Launching System auf den Zumwalts nicht mehr ein großer Block von bis zu 64 Zellen mittschiffs installiert werden. Stattdessen werden kleinere Blöcke von je vier Zellen an den Deckskanten eingesetzt. Diese sind nach innen stark und nach außen nur schwach gepanzert, sodass die Explosion einer Rakete ihre Kraft nach außen richtet. Außerdem würde ein räumlich beschränktes Feuer bei dieser Konfiguration weniger Raketen entzünden und auch ein getroffenes Schiff behält so mehr Abwehrmöglichkeiten. Als Nachteil des Systems wird die geringere Modularität genannt. Es ist so nicht mehr möglich, den gesamten Block gegen neu entwickelte Waffensysteme auszuwechseln. Mitgeführt werden Marschflugkörper des Typs BGM-109 Tomahawk für Landzielangriffe und Standard Missile zur Bekämpfung von Flugzeugen, Lenkwaffen und Marschflugkörpern. Die Standard Missile 6 soll die Hauptbewaffnung der Zumwalt-Klasse in ihrer neuen Rolle als Offensive Surface Strike-Destroyer darstellen. Optional können zur Nahbereichsflugabwehr auch die RIM-162 Evolved Sea Sparrow Missile (ESSM) mitgeführt werden. Von der ESSM können pro VLS-Zelle vier Raketen geladen werden. Zur U-Boot-Bekämpfung können die VLS-Zelle auch mit RUM-139 VL-ASROC beladen werden.

#### Schiffsgeschütze

##### Advanced Gun System
Zusätzlich befinden sich auf dem Vordeck zwei Schiffsgeschütze des Kalibers 155 mm namens Advanced Gun System. Die Geschütze sind vollständige Neuentwicklungen des britischen Konzerns BAE Systems. Für sie gibt es unter Deck ein gemeinsames vollautomatisches Magazin mit einer Kapazität von 600 Schuss. Weitere 320 Schuss lagern in einem weiteren Magazin und müssen manuell geladen werden. Anfang November 2016 beschloss das Pentagon, vom Einsatz dieses Waffensystems, das auch für die Bekämpfung von Landzielen vorgesehen ist, wegen außerordentlich hoher Kosten abzusehen. Werden die vorgesehenen raketengetriebenen LRLAP-Projektile (Long Range Land Attack Projectile) eingesetzt, so fallen Kosten in Höhe von mindestens 800.000 US-Dollar je Schuss an.

##### Railguns
Anstelle des hinsichtlich der Munition überaus teuren Advanced Gun Systems ist der Einsatz von Railguns geplant, welche hinsichtlich der Geschossgeschwindigkeit und folglich Reichweite (bis zu ca. 350 km) und Durchschlagskraft nochmals zu erheblich höheren Leistungen befähigen und folglich auch zur Abwehr von Marschflugkörpern, Interkontinentalraketen, Satelliten u. ä. geplant und konzipiert werden. Weiterer Vorteil wäre auch der Wegfall des für den Abschuss nicht benötigten Sprengstoffs (elektromagnetisches Prinzip) und demzufolge auch ein geringeres Munitionsgewicht bzw. erhöhte Lagerkapazitäten bei geringerem Risiko. Dies legt in der Gesamtheit auch den seegestützten Einsatz nahe. Ebenso ist, wie schon bei den teuren LRLAP-Projektilen des Advanced Gun Systems, eine Bekämpfung von Landzielen in noch größerer Distanz möglich. Im Rahmen der Testphase der einsatzfähigen Railgun für die USN kommen hierbei mittlerweile GPS-gelenkte Projektile (GPS guided hyper velocity projectiles, HVP) zum Einsatz.
Ein Anfang 2009 unterzeichneter 21-Millionen-Dollar-Vertrag von BAE mit dem Office of Naval Research (ONR) initiierte die Entwicklung des Prototyps, der nach Willen des ONR in der 64-Megajoule-Ausführung 200 Meilen (320 km) weit schießen können und bereits 2011 einsatzbereit sein sollte.
Anfang 2015 wurde auf der „Naval Future Force: Science & Technology Expo“ ein für den Schiffseinsatz bereiter Prototyp der Railgun offiziell präsentiert, der weiter als 100 nautische Meilen (> 182 km) entfernte Ziele bekämpfen kann. Der erste serienmäßige Einsatz ist auf Schiffen der Zumwalt-Klasse, spätestens dem dritten Zerstörer der Zumwalt-Klasse, USS Lyndon B. Johnson, geplant.
Die ausfahrbare Geschützeinrichtung macht auf der Zumwalt-Klasse den verdeckten Einsatz derselben möglich.
Gemäß Berichten des Bundeswehrmagazins aus dem Jahr 2014 ist die Zumwalt-Klasse für die Railgun besonders geeignet, da außer der Zumwalt-Klasse andere Kriegsschiffe zu diesem Zeitpunkt nicht über genügend Energie verfügen, um Railgun-Geschütze, zumindest ab 32 Megajoule, einzusetzen. General Atomics schätzt jedoch (Railgun-Projekt von General Atomics und Boeing), dass die Waffe bis spätestens 2020 auch regulär auf Zerstörern der Arleigh-Burke-Klasse verwendet werden kann. Das energetische Problem wurde zwischenzeitlich wohl gelöst; dafür spricht, dass der Prototyp bereits 2016 auf einem dieselgetriebenen EPF-Schnellkatamaran der Spearhead-Klasse erprobt werden soll.

#### Abwehr von Flugkörpern
Zur Selbstverteidigung ist das Schiff außerdem noch mit zwei Mk.-110-57-mm-CIWS (ebenfalls BAE Systems) ausgerüstet, die Sea-Skimming- und Top-Attack-Seezielflugkörper auf kurze Distanzen zerstören können.

#### Mitgeführte ergänzende Waffensysteme
Im Hangar können ein Sikorsky MH-60R Seahawk und drei Drohnen Northrop Grumman RQ-8A Fire Scout (VTUAV), oder alternativ zwei Seahawk mitgeführt werden. Am Heck können außerdem zwei Festrumpfschlauchboote auch bei Fahrt abgesetzt und aufgenommen werden, etwa, um von Kommandoeinheiten Spezialoperationen durchführen zu lassen.

#### Sonstiges
Für Torpedorohre wurde im Entwurf Platz freigehalten, es ist aber vorerst nicht geplant, diese auch einzurüsten.

### Sensoren
Die Schiffe der Zumwalt-Klasse sollten ursprünglich mit zwei neuartigen Radaranlagen ausgerüstet werden. Diese werden gemeinsam als Dual Band Radar (DBR) bezeichnet und ersetzen bis zu zehn eigene Radarantennen auf herkömmlichen Schiffen. Das DBR besteht aus dem AN/SPY-3, das im X-Band arbeitet, und einem S-Band-Suchradar. Ersteres ist für die Erfassung von niedrigfliegenden- und Bodenzielen, sowie die exakte Zielverfolgung und Radarilluminierung zuständig, während letzteres für die Zielsuche verantwortlich ist. Beide Radare verwenden die AESA-Technologie. Die zugehörigen Computer sind commercial off-the-shelf, die Software ist in C++ und Java geschrieben. Am 2. Juni 2010 entschied die USN jedoch, das S-Band-Radar nicht auf den Zumwalt zu installieren. Stattdessen soll das Air Missile Defense Radar eingerüstet werden, das für die neuen Zerstörer der Arleigh-Burke-Klasse entwickelt wird. Damit würde auch die Zumwalt-Klasse zur Raketenabwehr eingesetzt werden können.
Besonderer Wert wurde auf kurze Wartungszeiten und große Wartungsintervalle gelegt. So sind die Radarsysteme innerhalb der Aufbauten installiert und somit leicht und schnell zugänglich. Laut Raytheon benötigen die Radare pro Einsatzjahr nur 100 Stunden Wartung, die Mean Time To Recover wird mit 30 Minuten angegeben. Auch die Bedienung ist hochgradig automatisiert.
Ein Dualband-Sonarsystem ist ebenfalls integriert, welches aus einem im Bug montierten Hochfrequenz-Sonar für die Minenjagd und einem Mittel- bis Niederfrequenz-Sonar für U-Jagd besteht. Des Weiteren ist ein multifunktionales Schleppsonar vorhanden.
Zur Kommunikation mit befreundeten Einheiten kommt unter anderem ein CEC-Datenlink zum Einsatz.

### IT-Infrastruktur
Auf dem Kriegsschiff sind 16 kleine, unabhängige Serverräume, die sogenannten »Electronic Modular Enclosures« (EME), die bei den Ausmaßen von rund 12 × 3,5 × 3 m insgesamt 235 Server-Racks beherbergen. Die Datenverarbeitung läuft komplett auf verschiedenen Linux-Systemen (z. B. Red Hat).

## Besatzung
An Bord werden sich nur etwa 158 Besatzungsmitglieder befinden. Vergleichbare Schiffe wie etwa die Ticonderoga-Klasse, die sogar noch deutlich weniger Verdrängung hat, benötigen rund 380 Mann zur Erhaltung der Einsatzfähigkeit. Die geringe Zahl an Besatzungsmitgliedern wird durch einen hohen Grad an Automatisierung ermöglicht, was durch Integration von Technologien aus dem Smart Ship Project realisiert wird.

## Einheiten
| Name                             | Werft           | Kiellegung        | Stapellauf       | Ablieferung     | Indienststellung |
| -------------------------------- | --------------- | ----------------- | ---------------- | --------------- | ---------------- |
| USS Zumwalt (DDG-1000)           | Bath Iron Works | 17. November 2011 | 28. Oktober 2013 | Ende 2014       | 15. Oktober 2016 |
| USS Michael Monsoor (DDG-1001)   | Bath Iron Works | 23. Mai 2013      | 21. Juni 2016    | April 2018      | 26. Januar 2019  |
| USS Lyndon B. Johnson (DDG-1002) | Bath Iron Works | 30. Januar 2017   | 9. Dezember 2018 | 12. Januar 2022 | vsl. 2025        |